# Ghismonda

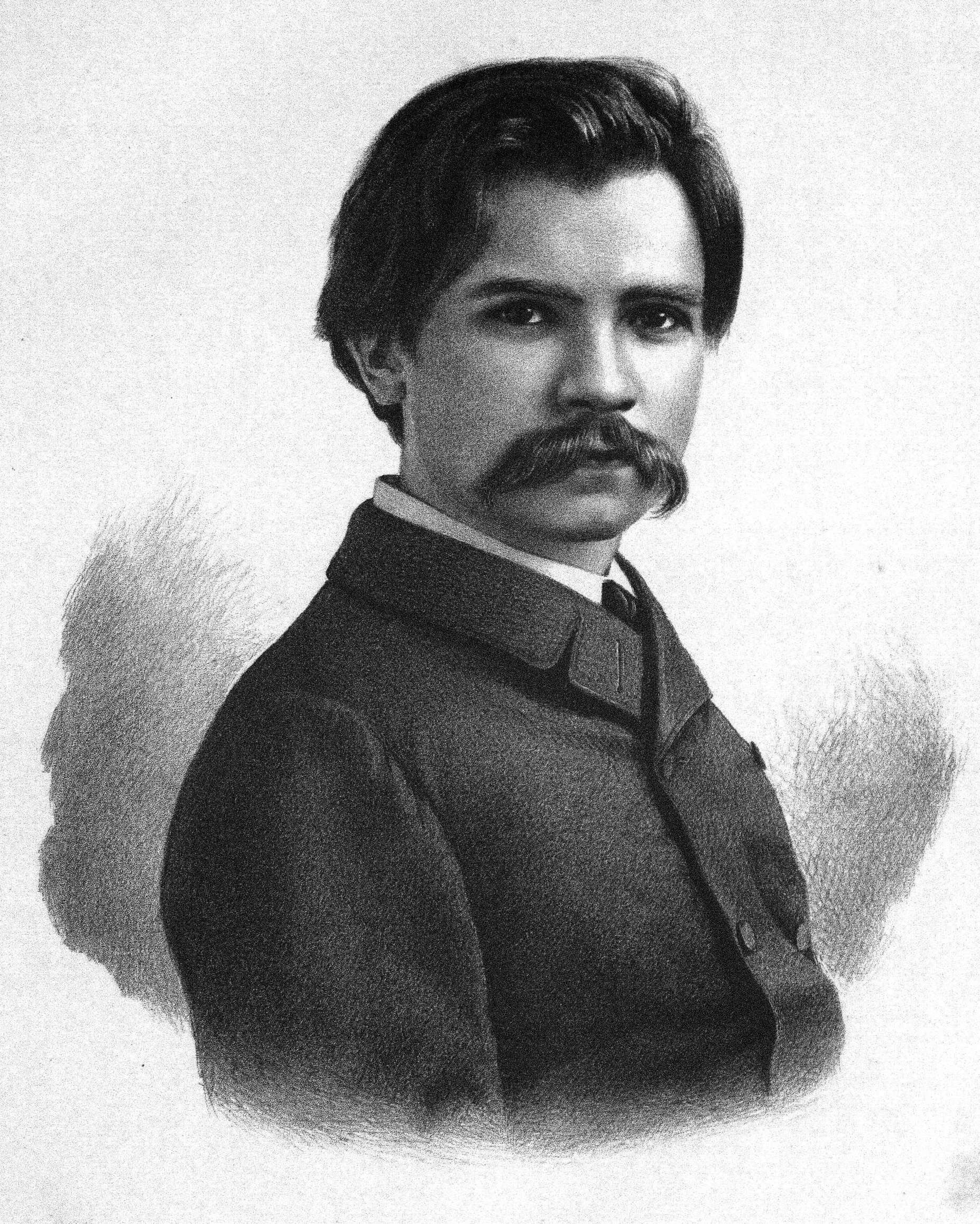
Eugen d'Albert 1894.

Ghismonda är en opera i tre akter med musik av Eugen d'Albert. Librettot bygger på dikten Die Opfer des Schweigens av Karl Immermann. Operan hade premiär den 28 november 1895 på Semperoper i Dresden.

## Personer
- Tankred, prins av Salerno (Baryton)
- Ghismonda, Tankreds dotter (Sopran)
- Hertig Manfred, prinsens släkting (Baryton)
- Dagobert, en gammal vasall (Bas)
- Guiscardo, hans son (Tenor)
- Leonore och Rosa, hovdamer
- Theobald, kammarherre
- Damer och herrar vid hovet, pager, musikanter, tjänare

## Handling

### Akt I
En sal i Tankreds slott
Ghismonda längtar bort från hovets stela och kalla etikettlivet och avvisar greve Manfreds frieri. Hon förklarar att om henne fader tvingar henne till giftermål med greven kan han inte räkna med någon kärlek från henne. Manfred nöjer sig med detta. Vid förlovningsfesten arrangerar Manfred tablåer. I en av dessa återfinns Guiscardo (som liksom sin fader Dagobert är tjänare på slottet) och Ghismonda som Endymion och mångudinnan Selene. När Ghismonda sak undervisa den vackre ynglingen om vad han ska göra i tablån överväldigas han av starka kärlekskänslor för den vackra kvinnan och i ett känsloutbrott kysser han hennes klänningsfåll. När ridån går ned bryter Endymion illusionen och lägger huvudet i Ghismondas knä. Detta observeras av Manfred och under festen bestämmer han sig för att berätta allt för Tankred och hämnas på sin rival

### Akt II
En avlägsen plats i slottsträdgården
Ghismonda och Guiscardo bestämmer, trots sina stora kärlek till varandra, att skiljas och aldrig mer utbyta kärleksord. De jagas av Tankred och Manfred, och knappt har Ghismonda lämnat Guiscardo så kommer fadern och tar bryskt med sig ynglingen till domaren. Förblindad av hat från den lögnaktige prinsen sticker Tankred ihjäl Guiscardo. Överväldigad av sitt dåd sjunker han ned på en bänk, ropar på hjälp och när tjänarna kommer överlämnar han sig själv såsom mördare.

### Akt III
Slottsterrassen
När Ghismonda får höra att Guiscardo har mördats av hennes egen fader befaller hon att hans lik ska hämtas. Inför alla närvarande förklarar hon att den döda Guiscardo skulle bli hennes brudgum och inte Manfred. Efter att han bekransat liket dricker hon gift och sjunker sedan ned bredvid sin älskade.

### Allmänna källor
- Johannes Scholtze: Opernführer. S. Mode's Verlag, Berlin 1929.
- Charlotte Pangels: Eugen d’Albert: Wunderpianist und Komponist. Eine Biographie. Atlantis, Zürich/Freiburg i. Br. 1981, ISBN 3-7611-0595-9.